# George Kingsley Zipf
Pour les articles homonymes, voir Zipf.
George Kingsley Zipf (API : [zɪf]), né en 1902 et mort en 1950, est un linguiste et philologue américain qui étudia la statistique appliquée aux différentes langues. Son nom a été donné à la loi de Zipf, qui soutient que la fréquence d'emploi du n-ième mot le plus employé d'une langue varie en 1/n. Cette loi a connu de nombreux emplois dans divers domaines des sciences humaines.

## Biographie
Zipf a fait sa scolarité et a travaillé à l’université Harvard. Ses recherches sur la fréquence des mots (anglais) dans l’Ulysse de James Joyce, l'amènent à formuler la « loi de Zipf » (1935) :
{\displaystyle P_{n}\sim 1/n^{a}}
où Pn est la fréquence du ne mot le plus utilisé du livre, et l'exposant {\displaystyle a} est voisin de 1. Cette loi exprime que le 2e mot le plus utilisé apparaît deux fois moins souvent que le premier, le troisième mot le plus utilisé, trois fois moins souvent que le premier, etc. L'étude de Zipf est la première étude systématique sur la textométrie. Elle annonce l'étude des propriétés statistiques de grands ensembles de données, tels qu'Internet.
Zipf s'intéressa par la suite à l'application de la loi puissance aux autres sciences humaines comme la distribution des villes par leur taille dans un pays, ou la courbe de répartition des revenus dans une population. En particulier, dans son essai National unity and disunity (1941), il avance que les tensions sociales s'exacerbent lorsque la distribution des revenus s'écarte de la loi puissance.

## Publications
- 1932 : (en) Selected Studies of the Principle of Relative Frequency in Language, Cambridge, États-Unis.
- 1949 : (en) Human Behaviour and the Principle of Least-Effort, Addison-Wesley, Cambridge, États-Unis. Ce livre est considéré par Benoît Mandelbrot comme un exemple rare d'ouvrage où « tant d'éclairs de génie […] se perdent dans une gangue aussi épaisse d'élucubrations »[3].